# Astérix et Obélix XXXL : Le Bélier d'Hibernie
Astérix et Obélix XXXL : Le Bélier d'Hibernie est un jeu vidéo d'action développé par OSome Studio et édité par Microids, sorti le 27 octobre 2022 sur PlayStation 4, PlayStation 5, PC, Mac, Xbox Series et Nintendo Switch. Il fait suite à Astérix et Obélix XXL 3.

## Système de jeu
C'est un jeu de type action qui se joue en vue du dessus. Ce jeu se passe en Hibernie (Irlande) où Keratine, la fille du chef Irishcoffix, a demandé à Astérix et Obélix de les aider. Il est jouable de 1 à 4 joueurs. Il y a plus de 6 mondes différents.

## Distribution

### Voix françaises
- Jean-Claude Donda : Astérix
- Guillaume Briat : Obélix
- Hubert Drac : Panoramix / Romain
- Nadine Girard : Kératine
- Alexandre Gillet : AlmostFamus / Hibernien
- Vincent Deniard : Irishcoffix / Centurion
- David Chabant : Radiogagax
- Julien Chatelet : Octofus / voix additionnelles
- Patrice Baudrier : Hibernien / Romain / Rouletrus
- Benjamin Bollen : Hibernien / Misenplix
- Guillaume Orsat : le narrateur / Romain
- Sylvain Lemarié : Romain et voix additionnelles